# Ary dos Santos Furtado
Ary dos Santos Furtado, detto Pavão (Aimorés, 6 settembre 1917 – ...), è stato un cestista brasiliano.

## Carriera
Con il Brasile ha disputato le Olimpiadi del 1936, classificandosi al 9º posto. Ha vinto il bronzo al FIBA South American Championship 1937 e al FIBA South American Championship 1940.